# Can I Believe You
Can I Believe You is een nummer van de Amerikaanse band Fleet Foxes uit 2020. Het is de eerste single van hun vierde studioalbum Shore.

## Achtergrondinformatie
"Can I Believe You" bevat een achtergrondkoor van meer dan 400 verschillende stemclips, die frontman Robin Pecknold verzamelde bij zijn volgers op Instagram. In de tekst vraagt liedverteller zich af of hij zijn geliefde echt kan vertrouwen. Omdat hij in het verleden gekwetst is, is de liedverteller bang te veel van zichzelf weg te geven aan zijn geliefde. Hij voelt twijfel en onzekerheid.
Het nummer flopte in Amerika en wist ook de Nederlandse Top 40 of Tipparade niet te bereiken. Wel bereikte het in Nederland de vierde positie in de Verrukkelijke 15. In Vlaanderen bereikte de plaat een vijfde positie in de tipparade.

## Tracklijst
- Muziekdownload

1. "Can I Believe You" - 4:04